# Panther (trio comique)
Pour les articles homonymes, voir Panther.
Récompenses
Panther (パンサー, pansâ, littéralement Panthère) est un trio comique japonais (owarai trio) composé de Ryotaro Kan, Satoshi Mukai et Takahiro Ogata. Il fait partie de l'une des principales agences de divertissement au Japon, Yoshimoto Kogyo. Le trio s'est formé en 2008. À la télévision, les membres se font généralement appeler Panther Kan, Panther Mukai et Panther Ogata.
L'origine du nom du trio vient de l'humoriste Naoki Matayoshi, leur senpai et membre du duo comique japonais Peace. Initialement, le trio envisageait le nom Super Cub Chindochu, mais Matayoshi n'a pas adhéré. Il a suggéré de réfléchir à un nouveau nom pour le trio et a demandé à chaque membre du trio ce qu'ils aimaient individuellement afin de trouver un point commun. Ogata a répondu les léopards et Kan a exprimé son amour pour les chats noirs. En conséquence, le nom Panther a été choisi, dérivé du mot anglais pour léopard,. 

## Membres
Kan est né le 7 avril 1982  dans l'arrondissement de Nerima à Tokyo. Il occupe le rôle du boke principal et écrit la totalité des sketches du trio. 
Mukai est né le 16 décembre 1985  dans l'arrondissement d'Atsuta, à Nagoya,. Il est le tsukkomi du groupe mais parfois le boke secondaire.
Ogata est né le 27 avril 1977  à Higashimatsushima, ville située dans la préfecture de Miyagi. Il est boke secondaire ainsi que le membre genki (littéralement « plein de vie »).

## Chronologie
Avant de former le trio actuel, les trois membres faisaient partie d'autres unités humoristiques qui ont fini par se séparer.

## Type d'humour
Le trio est spécialisé dans les konto (sketchs). Dans les sketches, Kan est chargé du boke, qui joue un rôle central dans la mise en place, tandis qu'Ogata est chargé du personnage naturel qui anime la scène. Selon le thème, Ogata peut être le seul à faire le boke et Kan/Mukai peuvent jouer environ la moitié du spectacle sans la participation d'Ogata. Mukai est généralement chargé du rôle du tsukkomi.

## Télévision

### Émissions en tant qu'invités réguliers (en 2024)
- Ariyoshi no Kabe (Nippon Television) - depuis le 8 avril 2020[5]
- Yoru no Brunch (TBS) - depuis le 21 avril 2021

### Anciennes émissions (apparitions régulières et irrégulières)
- 333 Trio-san (TV Asahi) - du 10 octobre 2010 au 27 septembre 2015
- ZIP! (Nippon Television) - apparition irrégulières dans le corner Warai no Tangochô (笑いの単語チョウ?, littéralement Le lexique du rire)

- Power☆Pudding (TBS) - du 13 octobre 2011 au 31 août 2013

### Anciennes émissions en tant que présentateurs
- Dekamori Hunter (TV Tokyo) du 3 avril 2020 au 1 octobre 2023 - 115 émissions[6]